# Miquel Gayolà i Gardella
Miquel Gayolà i Gardella (Girona, 28 de febrer de 1901 - Girona, 29 de juliol de 1996) fou un obrer metal·lúrgic, dirigent sindical i polític gironí. Aprenent de manyà, el 1919 es traslladà a Barcelona on s'afilià a la CNT.
De retorn a Girona un cop fet el servei militar, fou soci del Centre republicà, el qual va abandonar el 1931 per cofundar el BOC. Dirigent de la federació de sindicats obrers gironins, va insistir en la revocació de l'expulsió d'aquests i de la resta de sindicats afins al BOC i al trentisme que els faistes de la CNT realitzaren. Dirigent gironí del BOC, participar de l'Aliança Obrera i arran del fets d'Octubre s'exilià a França.
Dirigent gironí del POUM, fou el membre més destacat del Comité Executiu Antifeixista de Girona i comarques en la Revolució de 1936, essent comissari al Front d'Aragó. Posteriorment, en el procés de desaparició del poder revolucionari, fou nomenat per Andreu Nin, fiscal del Tribunal popular a Girona i, ja el 1937, representant del POUM a l'Ajuntament de Girona.
Col·labora assíduament a L'Espurna, l'òrgan gironí del BOC i del POUM, i a La Batalla. En el context de la repressió contra el POUM, fou empresonat l'agost del 1937 fins al gener de 1939.
Exiliat després a França on continuà el seu ofici de manyà, col·laborà amb Josep Rovira i l'MSC, passant al PSC-Reagrupament de Josep Pallach. El 1981 retornà de l'exili.